# Johann Adam Hasenstab
Johann Adam Hasenstab (* 21. September 1716 in Rothenbuch; † 3. Juni 1773 im Kropfbachtal, Gemarkung Schollbrunn) war ein deutscher Wilderer. Er wurde der „Hannadel“ oder „Robin Hood des Spessarts“ genannt.

## Leben

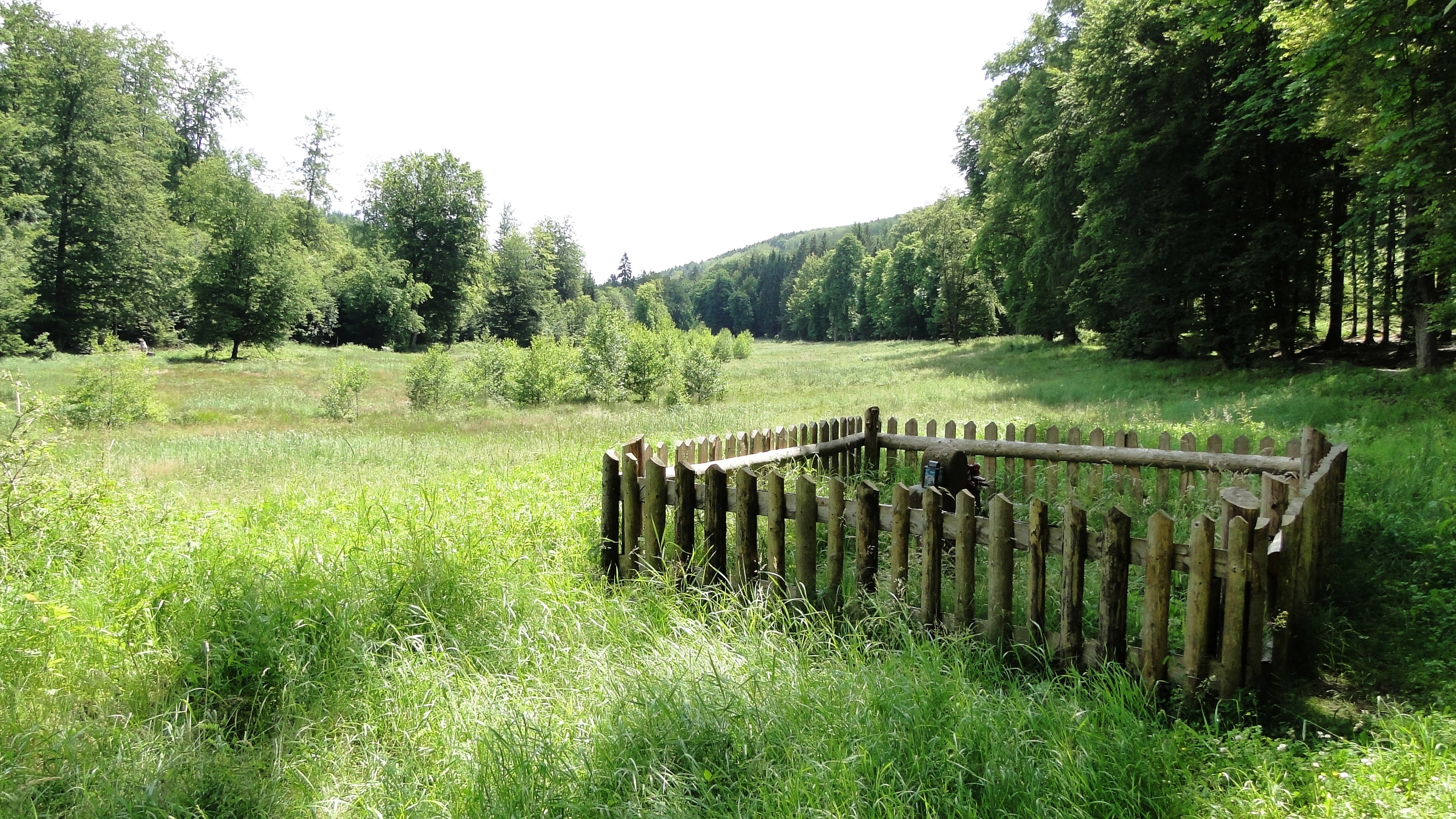
Kropfbachtal im Spessart

Johann Adam Hasenstab wurde am 21. September 1716 in Rothenbuch als Sohn von Holzknecht Christof und Ursula Hasenstab und als Enkel des kurfürstlichen Jägers Karl Hasenstab geboren. In seiner Jugend war er Pirschknecht im Kurmainzer Hohen Spessart, dem ausgedehnten Jagdrevier der kurfürstlichen Erzbischöfe zu Mainz. Zu einem Jäger hätte es aufgrund seiner leibeigenen Herkunft trotz Sage nicht gereicht. Eine Jägerlehre konnten Leibeigene nicht absolvieren.
Warum Hasenstab seinen Dienst quittierte ist ungeklärt. Zum einen hatte er einen Hofrat gegen sich aufgebracht, zum anderen fiel er wegen Jähzorn und Widersetzlichkeit im Dienst auf. Andere vermuten, er hätte als Schlingensteller gewildert und sei entlassen worden.
Wie dem auch sei, er verließ den Dienst mit der ganzen Ausrüstung und lebte danach im Spessart und im unteren Taubertal.
Er begann ein Verhältnis mit der Tochter Marianne, der des Schreckenmüllers in Haselgrund. Als er diese eines Nachts besuchte, wurde er von den Jägern aufgegriffen und verhaftet. Da er kriegstauglich war und zu dieser Zeit Soldaten gepresst wurden, wurde er in Laufach den Werbern übergeben. Allerdings gelang ihm schon auf dem Weg ins Werberhaus die Flucht.
Um sich weiteren Zugriffen zu entziehen, floh er über die Grenze in das Zisterzienserkloster Bronnbach im Taubertal. Dort wurde ihm wie auch anderen Asyl gewährt. Als Bauernsohn musste er in der Landwirtschaft mithelfen. Er wird aber wohl durch seine Schlingenstellerei aufgefallen sein, denn ihm wurde die Stelle des Waldschützen in den weiträumigen Klosterforst angeboten. Der Posten verbindet Waldaufseher und Klosterjäger. Hasenstab trat diese Stelle aber aufgrund der Ordensregeln nicht an. Armut, Gehorsam und Keuschheit waren für ihn nicht möglich.
In sein altes Revier Rothenbuch konnte er nicht zurück und so ging er in die Reviere Haselgrund und Kropfbachtal im Herzen des Spessards. Er lernte dort seine Frau Eva Maria, Tochter des Geschirrwarenhändlers Werner aus Wizenhol kennen. Aus der Ehe ging ein Sohn Karl Hasenstab hervor, der auch bandenmäßiger Wilderer wurde.
Für die Obrigkeit war er schwer zu fassen, wechselte sehr oft seinen Aufenthaltsort und gab sich auch als Bader oder Heilkundiger aus. Die Grundkenntnisse hatte er sich im Kloster Bronnbach erworben. Mehrmals konnte er seinen Verfolgern über verschiedene Grafschaftsgrenzen entwischen und ebenso aus der Haft fliehen. Mit der Zeit wurde Hasenstab zu einer Sagengestalt, der im Volksmund gar übernatürliche Kräfte zugeschrieben wurden; so soll er „kugelfest“ gewesen sein. Ob man ihn schon zu Lebzeiten wie einen Robin Hood verehrte, oder ob dies erst später erzählt wurde, kann heute nicht mehr festgestellt werden. Er verkaufte unter den Augen der Obrigkeit seine Jagdbeute auf Märkten oder an Pfarrer.
1749 erklärte ihn der Mainzer Hofrat für vogelfrei und setzte ein Kopfgeld von 30 Reichstalern aus. Am 14. Juni 1750 wurde er in Hasloch gesehen. Einige Jahre zuvor war er aus dem Mainzer Zuchthaus geflohen; ebenso flüchtete er vor dem Zwangsheeresdienst. Als Fahnenflüchtiger erhielt er Asyl im Kloster Bronnbach und half dort in der Landwirtschaft mit. Außerdem erwarb er sich Heilkräuterkenntnisse. Wiederholt besuchte er seine Frau Anna Margaretha Hasenstab und ihr Kind in Hasloch, trotz einer Strafandrohung von 30 Reichstalern durch die Grafschaft Wertheim für Bürger, die ihm „geringsten Auffenthalt“ gewähren. Im Juli 1750 veranstaltete er sogar mit Bürgern ein Schützenscheibenschießen. Außerdem ging er mehrfach beim Pfarrer und Wirt in Hasloch ein und aus. Im Oktober 1750 soll er mit Wertheimer Bürgern zusammen in Hasselberg gewildert haben. Im Januar 1751 wurde er wieder bei Frau und Kind in Hasloch gesehen. 20 Wertheimer Musketiere konnten ihn nicht fangen, weil er schon verschwunden war. Seine Frau wurde vom Förster Müller festgenommen und verhört. Daraufhin droht Hasenstab „Ich rate ihm, er wolle sie gleich von dem Arrest loß lassen ... wo nit, so ... werde er ihn Knall und Fall todt schießen“. Im Februar 1751 wurde seine Frau entlassen und des Landes (Grafschaft Wertheim) verwiesen. Wohl kurz danach wurde er am Bein angeschossen, gefasst und „zu Schanzarbeit auf unbestimmte Zeit“ verurteilt. Von der Arbeit an den Schanzen der Festung Mainz konnte er 1757 zusammen mit der Schildwache flüchten. Vom Volk unterstützt, wilderte er weiter, beispielsweise Wildschweine und Rehe im Kurmainzer Gebiet, die er dann in der Grafschaft Wertheim verkaufte. Um 1770 wurde er erneut gefangen genommen und auf Lebenszeit verbannt. Es entstand in neuerer Zeit die Sage, dass er bis nach Neuholland verschifft worden sei. Sträflingskolonien in Australien gab es jedoch erst ab 1788. 1772 tauchte er jedenfalls wieder im Spessart auf und wurde erneut für vogelfrei erklärt.

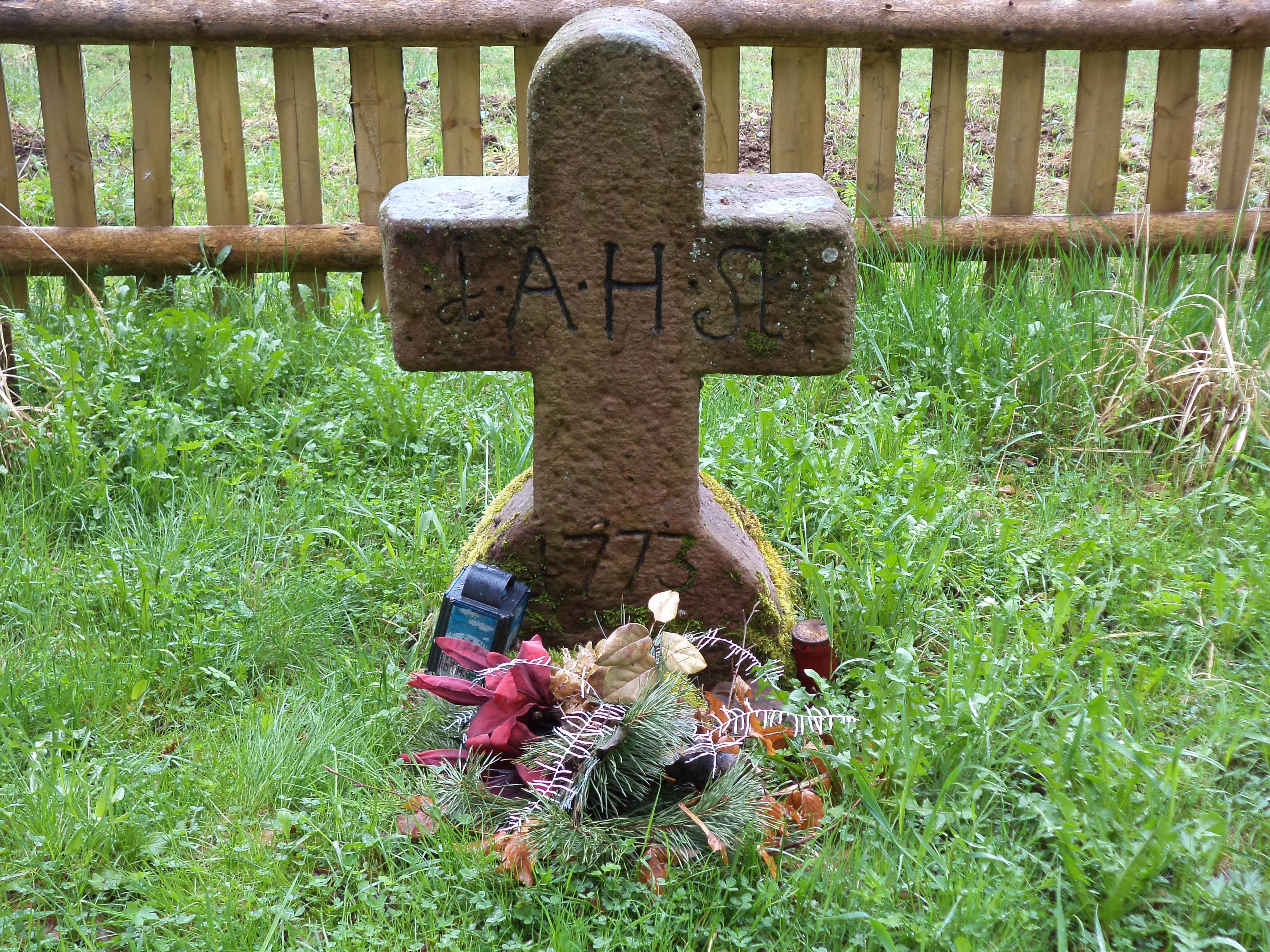
Das Hasenstabkreuz

Am 3. Juni 1773 erschoss Johann Sator, ein kurmainzischer Revierjäger, Johann Adam Hasenstab im 57. Lebensjahr. Im Sterberegister der Pfarrei Stadtprozelten findet sich der Todeseintrag: Am 3. Juni 1773 ist verstorben und im Breitenbrunner Friedhof begraben worden Johann Adam Hasenstab, der diebische Wildschütz, von den Jägern unseres allerhöchsten und allergnädigsten Kurfürsten von der Kugel durchbort. Das der betreffende Jäger Johann Sator war, belegt der Eintrag in der im Rothenbucher Kellereibuch „Jägern Joh. Sator von Bischbrunn wegen Erlegung des Wilderer Hasenstab 15 fl“.
Die genauen Tatumstände sind ungeklärt, da Zeugen fehlten und mögliche Aussagen von Johann Sator nicht erhalten sind. Nach der tödlichen Begebenheit soll es bei einigen Bauern üblich gewesen sein, ihren Hund „Sator“ zu nennen, um den Jäger zu verhöhnen. Begraben liegt Hasenstab auf dem Friedhof in Breitenbrunn, wo heute eine Tafel und ein großer Sandsteinblock als Gedenkstein stehen. An der Todesstelle im Kropfbachtal bei Schollbrunn wurde ihm bald ein Gedenkkreuz aus Sandstein mit den Initialen J A H St und der Jahreszahl 1773 errichtet.

## Sonstiges
Ein namensgleicher Spessart-Wilderer war der am 15. September 1875 wohl in Partenstein geborene und am 31. Mai 1923 südlich von Frammersbach erschossene Wildschütz, dem an seinem Todesplatz ebenfalls ein Gedenkstein gewidmet ist.
1988 wurde eine Gedenkmedaille für Johann Adam Hasenstab geprägt; auf der einen Seite sind seine Lebensdaten geprägt, auf der anderen Seite das Hasenstabkreuz mit der Umschrift „War er auch ein Wildverhundser [sic] bet für ihn ein Vaterunser“.
Seit einigen Jahren gibt es einen Hasenstabweg, der am Schlossplatz in Rothenbuch beginnt und endet. Auf den Spuren des Wilderes führt der Wanderweg über die Höhen und durch die Täler des Hochspessarts und passiert einige Lebensstationen Hasenstabs. Nach etwa der Hälfte des 68 km langen Rundwanderweges wird das Hasenstabkreuz im Kropfbachtal erreicht.